# Bartholomeus Johannes Bijeveld
Bartholomeus Johannes Bijeveld (* 1713; † 20. Juni 1778) war von 1758 bis zu seinem Tod der erste altkatholische Bischof von Deventer.

## Leben
Nachdem das Utrechter Metropolitankapitel und Erzbischof Petrus Johannes Meindaerts Überlegungen angestellt hatten, einen dritten Bischofssitz für die Utrechter Kirche zu besetzen, damit nach dem Tode von Dominique Varlet die apostolische Sukzession unabhängig von päpstlichen Entscheidungen weitergegeben wurde, entschieden sie sich zunächst für die Wiedererrichtung des Bistums Leeuwarden. Da jedoch die staatlichen Behörden dagegen intervenierten, wurde im September 1757 vom Metropolitankapitel beschlossen, den Titel eines Bischofs von Deventer wieder einzuführen, und zwar lediglich als Titularsitz ohne bischöfliche Jurisdiktion und ohne bischöflichen Sitz in Deventer. So wurde Bijeveld, zu jener Zeit Pastor in Rotterdam und Mitglied des Metropolitankapitels, von Meindaerts zum Bischof von Deventer ernannt und am 25. Januar 1758 zum Bischof geweiht.

## Wirkung
Nach dem Tode von Meindaerts weihte er zusammen mit Johannes van Stiphout, dem Bischof von Haarlem, am 7. Februar 1768 den neugewählten Erzbischof von Utrecht, Gualtherus Michael van Nieuwenhuizen.
Bijeveld starb am 20. Juni 1778, sein Nachfolger wurde Nicolaas Nelleman.